# Muzak
La muzak (également appelée en français et selon le cas musique d'ascenseur, musique de supérette ou musique d'aéroport) est un genre de musique d'ambiance, ou d'ambient, fonctionnelle, très aseptisée, normalisée (avec des passages de niveau sonore très forts ou très faibles qui en sont nivelés), diffusée dans les galeries commerciales, les supermarchés, les restaurants à service rapide, les salles d'attente, les cabines d'ascenseurs d'hôtels ou encore sur les lignes d’attente téléphoniques, lente et sans thème ni mélodie qui se démarque,.
Ce terme, venu d'Amérique du Nord, passé dans le langage américain courant, est une antonomase du nom de la société Muzak Holdings, pionnière dans ce domaine.

## Histoire

### Société Muzak

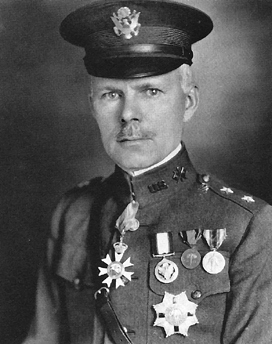
George Owen Squier.

Le mot « muzak » est inventé par le général américain George Owen Squier, qui dépose un brevet sur la diffusion de musique par les lignes électriques domestiques dans les années 1920. Le terme est forgé à partir des mots « musique » et « Kodak ».
La société de Squier prend le nom de Muzak Inc. en 1934 et se recentre sur la diffusion de musique — toujours par le biais des lignes électriques — auprès de clients professionnels. L'appellation péjorative de « musique d’ascenseur », désignant des musiques répétitives ou jugées peu intéressantes, suivra les réussites de ces premières années, une grande partie des gratte-ciel construits à cette époque diffusant dans leurs ascenseurs de la muzak.
Dans les années 1950, la société commence à s'intéresser aux effets stimulants de la musique sur le comportement humain, et commande une étude démontrant les bienfaits de leur système de diffusion musicale dans le cadre d'un environnement de travail.
Le 11 septembre 2001, alors que les deux tours du World Trade Center sont en feu, Jack Taliercio, présent sur le Plaza habituellement très fréquenté, y filme une place totalement déserte et recouverte de débris. Lorsqu'il capte ce moment dramatique, on peut entendre des morceaux de musiques diffusés dans le quartier en muzak. Exclusivement en version musicale, les morceaux sont les suivants : She's Always A Woman, Unrecorded Song, Windless, How Deep is Your Love et Will You Come Back My Love.
La société Musak fait faillite en 2011 et est rachetée par la société canadienne Mood Media. En 2024 Mood Media est présente dans 150 pays et touche 165 millions de consommateurs.

## Caractéristiques
La muzak proprement dite repose sur des cycles d’une quinzaine de minutes, au cours desquelles le rythme s'élève progressivement. Elle est censée masquer discrètement les bruits désagréables — voix, bruits ambiants — et augmenter soit le bien-être sur le lieu de travail (hôtesses), soit la disposition à acheter des consommateurs. D'après des études effectuées dans les années 1930-1940, suggèrent que la productivité des salariés d'une entreprise peut être augmentée avec une musique appropriée. L'objectif est que les salariés supportent mieux le caractère déshumanisant du travail répétitif. 
D'autres études menées dans les années 1980 montrent qu'en présence d'une musique appréciée, un consommateur va plutôt être disposé à acheter plus qu'en présence d'une musique peu  appréciée. Ce changement comportemental est validé par Julien Grobert, universitaire de Toulouse School of Management.
Si la muzak n'a pas de finalité artistique, des morceaux de toutes origines allant du répertoire classique à la variété fournissent les mélodies à celle-ci, permettant une identification rapide et rassurante. La réorchestration que ces œuvres subissent de cette façon leur enlève toutefois une part de leur pouvoir émotionnel, ce qui fait d'ailleurs partie des buts recherchés de la muzak. Pour cette raison, elle est parfois critiquée comme une forme de manipulation inconsciente.
La muzak est aussi classée dans le genre de l'easy listening.

## Œuvres notables
Des artistes respectés ont créé de la muzak ou musique d'ambiance à visée particulière : 
- Glenn Miller : Pennsylvania 6-5000 (six-five thousand) composé spécialement pour l'hôtel Pennsylvania (aujourd'hui Ramada Pennsylvania) de New York, y a effectivement été diffusé, et l'est toujours en compagnie d'autres compositions de l'orchestre de Miller, dans son hall et dans ses ascenseurs.
- Brian Eno revendique également ce genre qu'il développe sous forme d'ambient music avec notamment le plus connu d'une série de quatre : Music for Airports, sorti en 1978.

## Dans la culture populaire
D'autres artistes ont évoqué, plus ou moins péjorativement, la muzak dans leurs œuvres :
- John Lennon dans How Do You Sleep?, sur l'album Imagine en 1971, après la séparation des Beatles, s'adresse à Paul McCartney : « The sound you make is muzak to my ears ».
- Queen dans Flick of the Wrist sur l'album Sheer Heart Attack en 1974 : « Seduce you with his money make machine [...] Reduce you to a muzak fake machine »
- Le groupe de rock progressif Porcupine Tree dans The Sound of Muzak : « Hear the sound of Muzak drifting in the aisles - Elevator Prozac stretching on for miles - Music of the future - Will not entertain - It's only meant to repress - And neutralise your brain - Soul gets squeezed out - Edges get blunt - Demographic - Gives what you want... ».